# Nanthakumar Kalliappan
Nanthakumar Kalliappan (ur. 13 października 1977 w Peraku) – piłkarz malezyjski grający na pozycji defensywnego pomocnika.

## Kariera klubowa
Karierę piłkarską Kalliappan rozpoczął w klubie Perak FA. W 1998 roku awansował do kadry pierwszej drużyny. Wtedy też zadebiutował w jego barwach w pierwszej lidze malezyjskiej. W latach 1998 i 2000 zdobył z Perakiem Puchar Malezji, a w 2004 roku - Puchar Malezyjskiej Federacji Piłkarskiej. Z kolei w latach 2002 i 2003 dwukrotnie z rzędu wywalczył mistrzostwo kraju. W latach 2005–2006 grał w Selangorze MPPJ, a w latach 2006-2008 ponownie w Peraku FA. W 2007 roku został z nim wicemistrzem kraju i zdobywcą Tarczy Dobroczynności. W 2009 roku grał w Selangorze FA (zdobył z nią wówczas Puchar Federacji i Tarczę Dobroczynności), a w 2010 roku wrócił do Peraku FA. Następnie grał w takich klubach jak: Kelantan FA, Negeri Sembilan FA i MISC-MIFA.

## Kariera reprezentacyjna
W reprezentacji Malezji Kalliappan zadebiutował w 2002 roku. W 2007 roku został powołany do kadry na Puchar Azji 2007. Tam rozegrał 3 spotkania: z Chinami (1:5), z Uzbekistanem (0:5) i z Iranem (0:2).